# Ibadisme
Verd: zones sunnites, Vermell: zones xiïtes, Negre: zones ibadites (Oman)

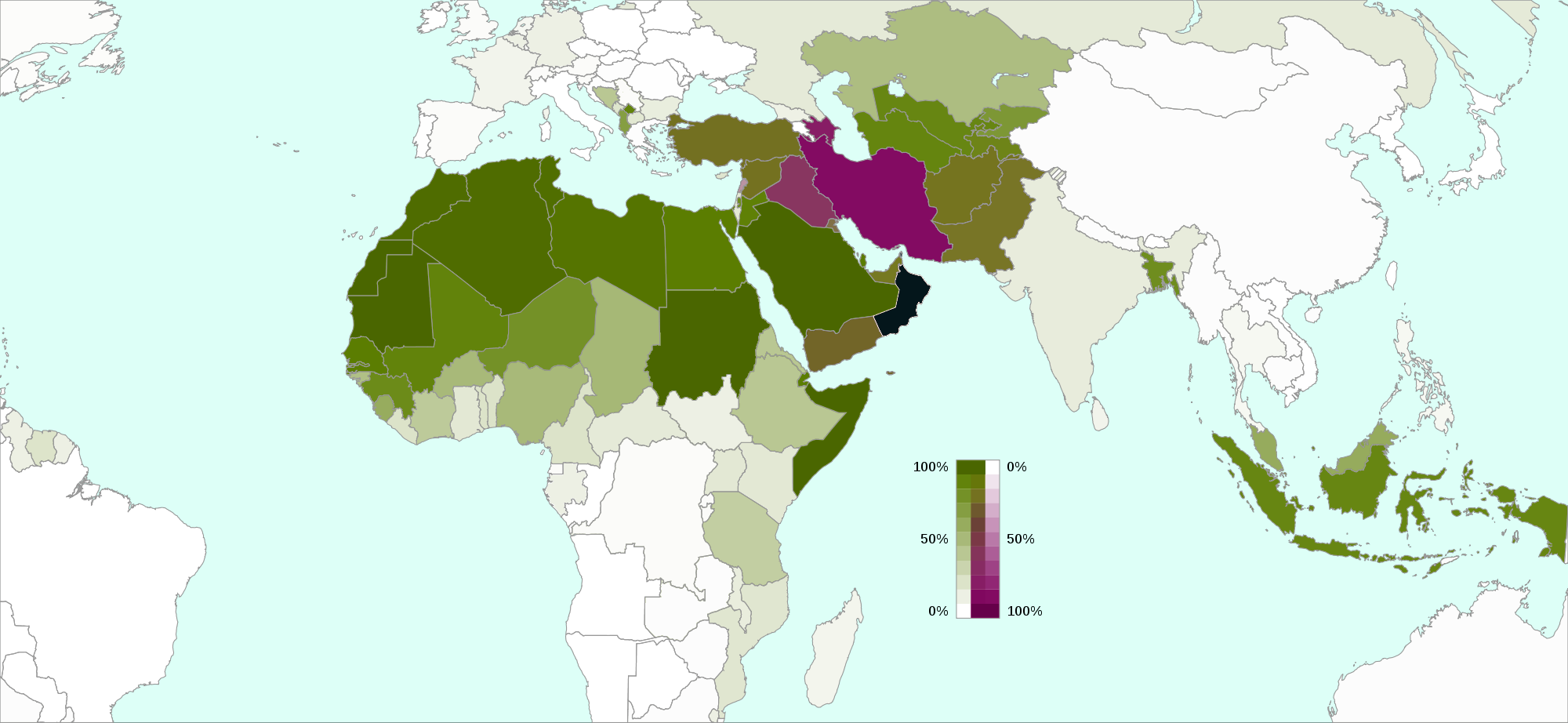
Estats amb més d'un 10% de població musulmanaVerd: zones sunnites, Vermell: zones xiïtes, Negre: zones ibadites (Oman)

L'ibadisme (àrab: الاباضية, al-ibāḍiyya) és un corrent minoritari de l'islam independent del sunnisme i del xiisme que encara es practica a Oman i a certs indrets d'Algèria, Tunísia i Líbia. Fou la branca principal dels kharigites, dels que representaven el sector moderat, i se la considera una de les escoles jurídiques (màdhhab) més antigues del món musulmà, sorgida menys de 50 anys després de la mort del profeta Mahoma.
El nom deriva del d'Abd-Al·lah ibn Ibad, tot i que els seus seguidors consideren que el fundador de l'escola va ser Jàbir ibn Zayd al-Azdí, originari de l'actual Oman i deixeble d'Àïxa bint Abi-Bakr, la tercera esposa del Profeta.

## Història

### Inicis
La tradició del segle viii diu que la secta va aparèixer vers 684/685 quan Abd-Al·lah ibn Ibad es va separar dels extremistes kharigites, però podria ser anterior. Els historiadors consideren el seu sorgiment contemporani al d'una altra branca moderada dels kharigites, els sufrites, que es va formar vers la meitat del segle vii per Abu-Bilal Mirdàs ibn Udayya at-Tamimí, mestre de l'autèntic organitzador dels ibadites, Jàbir ibn Zayd al-Azdí, i d'Al-Walid al-Abdí, un altre cap moderat que es va separar dels extremistes kharigites de Nafi ibn al-Àzraq (que va formar la branca azraquita).

### La comunitat ibadita de Bàssora
Abu-Bilal Mirdàs ibn Udayya at-Tamimí es va revoltar a Bàssora el 680 i va morir en combat. El 681 era cap dels moderats locals Abd-Al·lah ibn Ibad. Els extremistes azraquites van sortir de Bàssora però Ibn Ibad hi va restar amb els seus seguidors. Així va començar una època anomenada de l'hitman secret. Se sap molt poc dels esdeveniments interns. Ibn Ibad va participar en la defensa de Medina el 684, però després d'aquesta data l'existència d'un imamat ibadita en sentit polític sembla força improbable i només seria un consell religiós per decidir sobre els afers que afectaven a la comunitat; Ibn Ibad esperava a veure què passava amb el nou califa Malik ibn Marwan amb el qual havia entrat en contacte.
Mort a una data desconeguda (que alguns situen vers 745, però fou segurament anterior potser a l'entorn del 700) el va succeir Abu l-Shatha Djabir ibn Ziyad al-Azdi, nadiu de la regió de Nazwa a Oman (nascut vers 639 i mort entre 711 i 720) que és considerat l'organitzador efectiu de la secta. Va estar en bones relacions amb el governador de l'Iraq al-Hajjaj ibn Yússuf (695-714) fins a la mort del califa Abd-al-Màlik ibn Marwan el 705; els ibadites van entrar en contacte amb els muhallàbides, rivals d'al-Hajjaj, molts dels quals es van convertir. Els ibadites es van tornar a dividir en la facció radical i la moderada, la primera dirigida per Bistam ibn Umar ibn al-Musib al-Dabbi àlies Maskala, antic sufrita que havia lluitat amb Shahib i després de la seva derrota el 696 es va convertir al ibadisme i es va establir a Bàssora; aquests radicals van participar en la revolta del general Ibn al-Àixath (701), però va morir en lluita contra els lleials. Després del 705 al-Hajjaj, per alguns incidents, va trencar amb els ibadites i els va desterrar; Jabir fou enviat a Oman junt amb molts altres.
A la seva mort abans del 720 o ja abans el va succeir el seu deixeble Abu-Ubayda Múslim ibn Abi-Karima at-Tamimí, un iraquià que havia estat empresonat fins a la mort del governador al-Hajjaj el 714 però fou alliberat pel seu successor Yazid ibn al-Muhallab i va assolir tot seguit o poc després la direcció de la comunitat ibadita amb centre a Bàssora. La seva política fou buscar l'entesa amb els omeies. Quan va pujar al tron el califa Umar II o Úmar ibn Abd-al-Aziz (717–720) li va enviar una delegació; el mateix va fer un altre grup kharigita que estava instal·lat al Diyar Rabia dirigit per Shawdhab i es creu que l'ibadita Ilyas ibn Muawiya fou nomenat cadi de Bàssora. Però Umar va morir aviat i el va succeir Yazid I que estava mal disposat contra la secta, ja que era enemic dels seus protectors el muhallàbides. Això va fer desenvolupar les tendències radicals entre les quals es van destacar Abu Nuh, i Abu Muhammad al-Nahdi que cridava a enderrocar al governador de l'Iraq Khalid ibn Abd Allah (724-738) davant la indiferència del governador de Bàssora Bilal ibn Abi Burda al-Ashari.
Llavors Abu Ubayda va planejar crear un imamat ibadita universal sobre la base de la propaganda que havia de sortir de Bàssora, establint el poder arreu on fos possible a costa dels omeies. A Bàssora operava el centre internacional de la revolució i s'obtenia el finançament dels comerciants i notables ibadites alguns dels quals eren molt rics. Les predicacions ibadites havien d'aconseguir un nombre d'adherents i una vegada adquirissin força havien de proclamar un imamat. Revoltes ibadites van esclatar al Magreb, Hadramaut i Oman i van aprofitar el desordre general dels darrers anys dels omeies. En canvi al centre neuràlgic de la revolució, Bàssora, els ibadites dissimulaven la seva realitat i mantenien una teòrica lleialtat.
La data de la mort d'Abu Ubayda no és coneguda, però ha de ser anterior a la que dona l'historiador ibadita Abu Zakkaria Yahya ibn Abi Bakr al-Wardjlani (a l'entorn del 800). A la seva mort (probablement abans del 750) el va succeir al-Rabi ibn Habib al-Basri. Tot i un cert suport del califa abbàssida Abu Djafar al-Mansur (754-775) en el seu temps ja es constata un debilitament de la comunitat ibadita de Bàssora. Al final del segle viii es va produir la secessió dels nukkarites en què la comunitat de Bàssora va actuar com a àrbitre. Al-Rabi fou el darrer a residir a Bàssora i el seu successor Abu Sufyan Mahbub ibn al-Rahil ja residia a Oman.

### Grups ibadites fora de Bàssora
Grups ibadites importants es van organitzar a Kufa i van subsistir fins al final del segle viii. A la resta de l'Iraq hi havia ibadites als pobles de la ruta entre Bagdad i Mossul. També hi havia grups ibadites a aquesta ciutat, i al Hijaz (a Medina i la Meca) on encara hi havia restes de la comunitat al segle xii. A l'Aràbia central els kharigites de la secta al-Najdiyya van tenir un imamat a la Yamama i sembla que alguns van esdevenir ibadites.

### Ibadites del Iemen i Hadramaut
Vegeu: Imamat ibadita de l'Hadramaut

### Ibadites d'Oman
Vegeu: Imamat ibadita d'Oman

### Ibadites de Pèrsia, Índia i Egipte
A Pèrsia hi havia un grup ibadita al Khurasan al segle viii i un grup de certa importància a Fars al mateix segle. A l'illa de Kishm (Djazirat ibn Kawan a l'edat mitjana) estava habitada per ibadites al segle xii.
Comerciants principalment i alguns soldats indis que havien servit a Oman van portar les doctrines ibadites al Sind. A Mansura existien encara al segle xi quan l'imam d'Oman Rashid ibn Said (1050-1053) els va enviar una carta. Egipte va donar alguns savis ibadites però la doctrina no va prendre peu al país fora de casos individuals.

### Ibadites d'Ifríqiya i el Magrib
A Ifríqiya i el Magrib les doctrines ibadites van ser ben acollides pels amazics com a signe d'oposició als àrabs. El primer predicador fou Salama ibn Said (o Salma ibn Sad) de Bàssora que va predicar a Kairuan després del 700. El primer estat ibadita es va fundar uns anys després.
Vegeu: Primer imamat ibadita de Tripolitana
L'estat ibadita es va enfonsar però la població va restar fidel a l'ibadisme. Molts notables locals van anar a Bàssora a estudiar i van retornar coma missioners. Un àrab del sud de nom Abu-l-Khattab al-Maafirí fou després enviat a Tripolitana com a imam designat amb orde de restablir l'imamat; va tenir èxit entre les tribus i el 757 els notables de la regió reunits en assemblea a Sayyad, al costat de Trípoli, van reconèixer al Abu-l-Khattab com imam.
Vegeu: Segon imamat ibadita de Tripolitana
Derrotats per les forces califals les restes dels ibadites es van retirar cap a l'interior de Tripolitana i al Magreb central. A Tripolitana es va nomenar nou imam al cap hawwarita Abu-Hàtim al-Malzuzí. Entre els que havien fugit al Magreb central hi havia un dels que havia anat a estudiar a Bàssora i que el 760 havia estat nomenat per l'imam governador de Kairuan: Abd-ar-Rahman ibn Rustam (o Rustum). Se li van unir altres caps ibadites i van refundar una antiga vila anomenada Tahert o Tahart; aviat se li van unir faccions amazigues ibadites com els lamaya, els lawata i els nafzawa.
El 768 o poc després els ibadites, amb el suport dels sufrites, van iniciar una revolta general amaziga i ibadita contra el governador abbàssida d'Ifríqiya, Umar ben Hafs conegut com a Hazarmard. Abu-Hàtim al-Malzuzí es va posar al front (vers 771) amb el títol d'imam al-difa (imam de la defensa). La lluita fou important i és relativament ben coneguda per les fonts àrabs. Va participar amb la seva gent al setge de Tubna al Zab mentre que altres forces de la Tripolitana romanien al setge de Kairuan que fou conquerida el 155 de l'hègira (771/772).
Poc després un exèrcit abbàssida enviat des d'Egipte va aparèixer a la frontera oriental de Tripolitana. Abu Hatim ja era a Trípoli i va sortir d'aquesta ciutat i va derrotar l'exèrcit abbàssida a un lloc que segons els historiadors ibadites fou prop de Maghmadas (la clàssica Macomades Syrtis, moderna Marsa Zafran) indicació que podria ser errònia. Un segon exèrcit abbàssida més potent fou despatxat des del Caire el 772, sota la direcció de Yazid ben Hatim al-Azdi. Abu-Hàtim va cridar a les tribus ibadites de Tripolitana per fer-hi front: els nafusa, els hawwara, els darisa i altres, i va atacar els invasors lliurant una batalla decisiva el 7 de març del 772 a l'oest de la localitat de Djanbi o Djanduba en la qual els ibadites foren derrotats i dispersats. L'imam va morir junt amb milers dels seus, potser fins a trenta mil.
Dominada Tripolitana els ibadites van emigrar a l'oest d'aquest territori i a Tunísia. D'aquesta emigració va resultar la dels kharigites d'Ifríqiya cap al país dels Kutama el 773, que esmenta Ibn Khaldun. Els emigrants es van unir a l'imam ibadita, Ibn Rustum que dominava Tahert. En una data incerta entre el 776 i 778 fou escollit imam. L'imam Abu-Hàtim al-Malzuzí de Tripolitana ja l'havia reconegut com a dirigent suprem i els seus successors van portar el títol de valís com a senyal de submissió a l'imam rustúmida.
Vegeu: Governadors rustúmides de Tripolitana i dinastia rustúmida (Tahert)

### Ibadites del Jabal Nafusa
Eliminats els rustúmides del poder a Tripolitana el 896, al Jabal Nafusa es va refundar l'estat ibadita. Un dels seus principals caps fou l'imam mudafi Abu Yahya Zakariyya al-Urjani (vers 908-923) únic imam conegut després dels rustúmides que van ser eliminats el 909; només dominava les muntanyes Nafusa però va aconseguir mantenir la independència envers els fatimites; els hakim que el van seguir van conservar la independència fins a una data incerta vers 1040/1055 quan un d'ells va haver de reconèixer la sobirania dels zírides. Els hakims i més tard xeics del Djabal Nafusa encara existien en el segle xiv.

### Ibadites d'Ifríqiya, Abu Yazis «l'home de l'ase»
Un dels intents més notables de formar un estat ibadita a Ifríqiya fou el dels nukkarites. Abu Yazid Makhlad ben Kaydad al-Nukkari va rebre de l'imam ibadita nukkarita Abu Ammar al-A'ma que vivia a les muntanyes de l'Aurès, el comandament de la guerra contra els fatimites. El 943 va esclatar la revolta i va conquerir Tébessa i Marmadjanna on va rebre el regal del seu ase favorit el que li va valer el malnom de Sahib al-himar (l'home de l'ase); després va entrar a Al-Urbus (Laribus) el 15 de dhu l-hidjda del 333 (25 d'agost del 943), Badja (13 de muharram del 333/10 de setembre del 944) i finalment Kairuan (23 safar del 333/20 de març del 944) on va fer executar al general fatimita Khalil ben Ishak i al cadi local. Inicialment va gaudir de cert suport per l'oposició que hi havia contra els fatimites, però els abusos dels amazics aviat li van fer perdre. Va deixar al seu fill Fadl ben Abu Yazid a Kairuan i va marxar contra un exèrcit fatimita dirigit pel general Maysur al que va derrotar i matar (12 rabi I 333/7 de novembre del 944). Llavors es va dirigir a Mahdia (Mahdiyya) que va assaltar (3 djumada II 333/27 de desembre del 944) sense poder conquerir-la; en va establir el setge (gener a octubre del 945) i només fou aturat per les muralles de la ciutat. Va retornar llavors a Kairuan, on va renunciar a tot luxe i va deixar el govern en mans de l'imam Abu Ammar al-A'ma. Els amazics es van presentar altre cop a Kairuan per estar al seu costat. Al final del 945 forts combats es van produir a Tunis que va canviar de mans tres vegades; també hi va haver lluites a Béja (16 de novembre del 945). Ayyub, fill d'Abu Yazid, fou derrotat fou derrotat pel general Al-Hasan ben Ali, però després aquest fou derrotat i es va haver de retirar cap al país dels kutama on es va apoderar de Tidjis i Baghaya, que va fortificant. Aquestes posicions esdevingueren perilloses perquè agafaven a Abu Yazid pel darrere.
Abu Yazid va assetjar Sussa (19 de desembre del 945). Mentre durava el setge va morir (23 de maig del 946) el califa fatimita (al-Qàïm) i el seu successor al-Mansur va enviar una força de cavalleria des de Mahdia que va derrotar els assetjants de Sussa (31 de maig del 946), que es van poder retirar en bon orde cap a Kairuan però en aquesta ciutat s'havia produït una revolta que havia expulsat a l'imam Abu Ammar al-A'ma, i va tancar les portes a Abu Yazid. Poc després al-Mansur entrava a Kairuan (2 de juny del 946). Després de diversos atacs a la ciutat (juny-juliol-agost del 946), Abu Yazid va lliurar batalla davant la ciutat el 23 de muharran del 335 (19 d'agost del 946), amb resultat poc favorable, i es va retirar cap a l'oest. Al-Hasan ben Ali va atacar llavors les ciutats en mans dels seguidors d'Abu Yazid com Béja, i finalment va unir el seu exèrcit amb el del califa fatimita. Una flota omeia de Còrdova que anava cap a la Ifríqiya, va retornar en saber la retirada d'Abu Yazid. Abu Yazid fou perseguit per al-Mansur. Aquest va sortir de Kairuan el 29 de novembre del 946, va arribar a Baghaya, va passar per Sabiba i Marmadjanna i va seguir cap a Bilizma, Tubna i Biskra (7 de desembre del 946); allí va tirar enrere cap a Tubna i va derrotar a Abu Yazid prop de Makkara (12 djumada I-Ula/14 de desembre del 946) i va entrar a Al-Masila. Abu Yazid es va refugiar cap al Djabal Salat. Al-Mansur el va perseguir en debades, i després es va dirigir cap al país sinhadja a l'oest; llavors Abu Yazid va retornar i va assetjar Al-Masila. Al-Mansur va tirar enrere i va tornar a entrar a la ciutat el 4 de febrer del 947. Llavors Abu Yazid es va retirar a les muntanyes Akar i Kiyana, El califa va sortir d'Al-Masila l'11 de març del 947 i el va derrotar el mateix mes i després l'abril. Abu Yazid es va fer fort a la fortalesa de Kiyana (la futura Kalat Banu Hammad) que al-Mansur va assetjar l'1 de maig, i hi va entrar el 18 d'agost del 947. A la nit abans els darrers guerrer van treure a Abu Yazid i a l'imam Abu Ammar al-A'ma fora de la fortalesa, però el segon fou mort en la fugida i el primer va caure i fou fet presoner i va morir l'endemà de les ferides.

### Darrera revolta ibadita a Ifríqiya
Els ibadites van fer un nou intent vint anys després, el 968; va esclatar la revolta al Djarid dirigida per dos xeics ibadites wahbites de la tribu Banu Wysian: primer Abu l-Kasim, i quan va morir, Abu Khazar o Abu Djafar al-Zanati; els rebels es van apoderar de Tunísia del sud i Tripolitana, i de l'illa de Gerba, el Zab i els oasis d'Uadi Righ i Wargla; es van nomenar governadors ibadites i es va intentar obtenir suport dels omeies d'al-Àndalus; Abu Khazar tenia un exèrcit important però finalment fou derrotat de manera decisiva a Baghay i els ibadites es van haver de sotmetre als fatimites.
En endavant ja no es va tornar a intentar un imamat, encara que es van formar algunes entitats menors autònomes dirigides pels ibadites però sota una sobirania superior com els hakims de Djabal Nafusa, de grups ibadites a Tripolitana i al Fezzan, i de Wargla. La invasió dels hilalians va donar el cop de gràcia als ibadites que es van haver de refugiar a llocs poc accessibles on van subsistir de vegades fins a l'actualitat com a Wargla i Righ, Gerba, el Mzab, al Djabal Nafusa i a Zuara a la costa de Tripolitana occidental, dividits en dues sectes principals: els nukkarites i els wahbites.

### Ibadites al Sudan central
Els imams de Tahert van exportar les seves doctrines a Awdaghust (Tagdaoust a la moderna Mauritània). Podria ser que el missioner que va convertir al rei de Mali abans de l'any 1000 fos un ibadita i un altre missioner ibadita de mom Ali ibn Yakhlaf al-Nafusi, procedent del Djarid hauria convertit a un altre rei pagà de Mali el 1179/1180; una comunitat ibadita hauria existit a Zaghari al modern Níger.

### Ibadites a al-Àndalus i Sicília
Hi va haver petites comunitats ibadites a al-Àndalus (segurament per influència dels nord africans) i a Sicília (conquerida per tunisians).